# Лазаревский район (Тульская область)
Лазаревский район — административно-территориальная единица в составе Тульской области РСФСР, существовавшая в 1944—1958 годах. Административный центр — село Лазарево.

## История
Лазаревский район был образован 15 февраля 1944 года в составе Тульской области на части территории Плавского района.
По данным 1945 года район включал 19 сельсоветов: Верхне-Гайковский, Змеевский, Иконский, Красавский, Краснохолмский, Крутицкий, Лаптоковский, Липовский, Львовский, Малопироговский, Ново-Никольский, Пирогово-Зыковский, Пироговский, Ржавский, Сороченский, Старовыселковский, Сумароковский, Тихозатонский и Фоминский.
1 августа 1958 года Лазаревский район был упразднён, а его территория передана в Щёкинский район.